# Письмо (письменность)

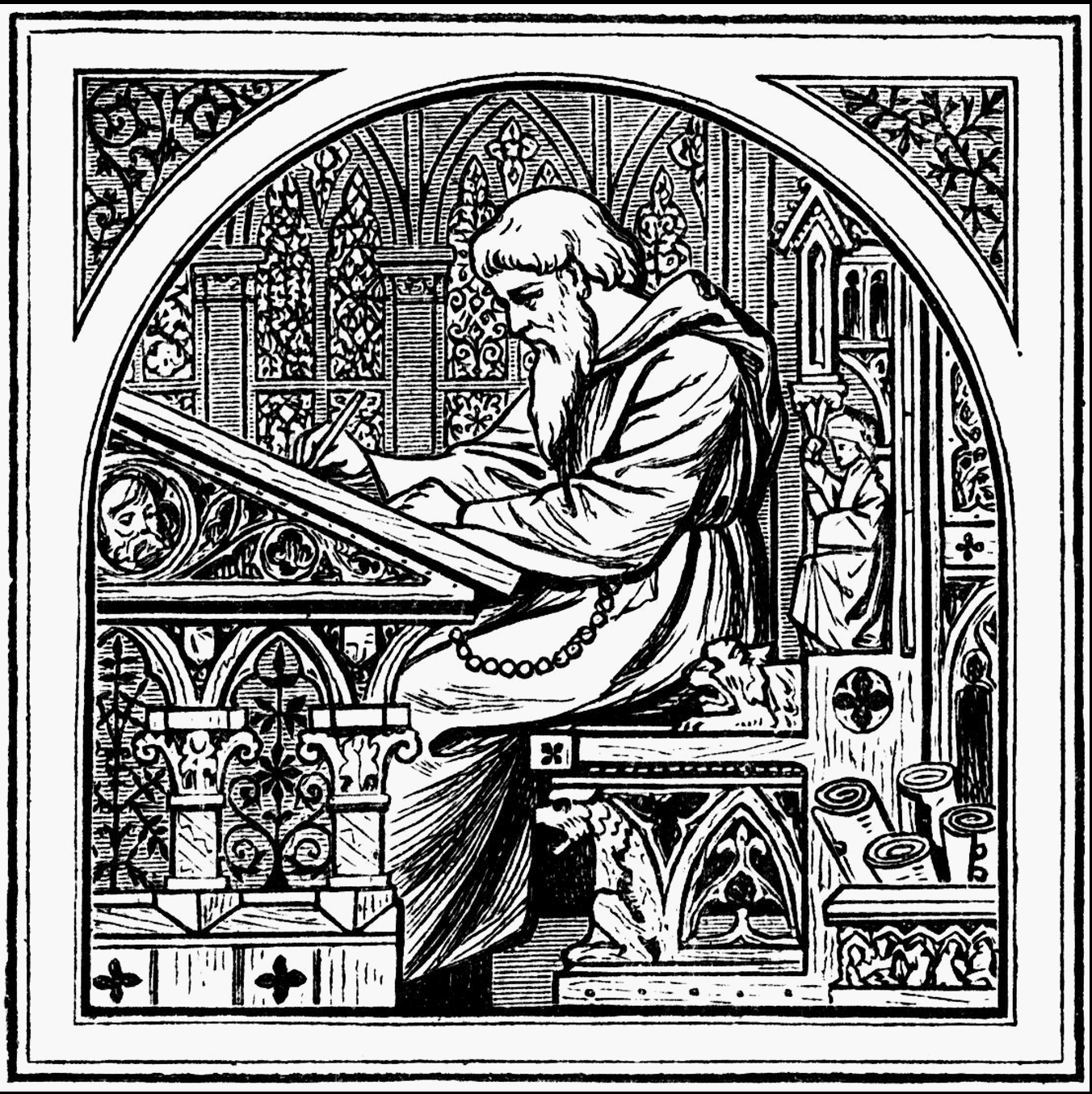
Царские времена, христианский писец за работой

Письмо́ — всё то, что приводит к созданию надписи в целом. В Западной культуре под письмом чаще всего понимается только представление языка в текстовом виде с помощью набора знаков или символов (известных как письменность). При письме могут использоваться абстрактные символы, которые отображают фонетические элементы речи, как, например, в индоевропейских языках, либо могут использоваться упрощённые изображения объектов и понятий, как в восточноазиатской и древнеегипетской пиктографических письменных формах. Тем не менее, они отличаются от иллюстраций, таких как наскальные рисунки и живопись, а также от несимвольных способов хранения речи на нетекстовых носителях информации, например, на магнитных аудиокассетах.
Изучением письма как особой знаковой системы занимаются такие дисциплины, как грамматология, эпиграфика и палеография.
Письмо является расширением человеческого языка во времени и пространстве. Чаще всего письмо возникало в результате политической экспансии древних культур, которые нуждались в надёжных средствах передачи информации, поддержании финансовой отчетности, сохранении исторической памяти и аналогичной деятельности. В IV тысячелетии до нашей эры сложность торговых отношений и административного управления переросли возможности человеческой памяти, и письмо стало более надёжным способом учёта и представления взаимодействий на постоянной основе. Как в Месоамерике, так и в Древнем Египте письмо развивалось через календари и политическую необходимость записи общественных и природных событий.

## Способы записи информации
Уэллс утверждает, что письмо может «зафиксировать соглашения, законы, заповеди в виде документов. Оно обеспечивает рост государства до размеров, превышающих старые города-государства. Слово священника или короля и его гарантии могут выходить далеко за рамки, очерченные его взглядом и голосом, и может воздействовать после его смерти».

### Виды письменности
Основные виды письменностей (методы записи речи) по большому счёту делятся на четыре категории: логографические, слоговые, буквенные и характеристические. Есть ещё одна, пятая категория — идеографическое письмо (символы идей), которая никогда не была развита до уровня представления языка. Шестая категория — пиктографическое письмо, сама по себе недостаточна для представления языка, но часто составляет основу логографических систем.

#### Логограммы
Логограмма представляет собой запись знаков, отображающих отдельные слова или морфемы. Чтобы записать речь, требуется огромное количество логограмм, а чтобы выучить их, нужно много лет. Это является основным недостатком логографического письма по сравнению с алфавитным. Однако, после того, как такой язык выучен, проявляется его главное преимущество — быстрота чтения. Ни одна система письма не является полностью логографической: все они наряду с логограммами имеют фонетические компоненты («логосиллабические» компоненты в случае китайского письма, клинописи и письма майя, где символ может обозначать морфему, слог или то и другое; «логоконсонантные» компоненты в случае иероглифов). Многие из них включают идеографические компоненты (китайские «радикалы», иероглифические «определители»). Например, в письме майя символ для «плавника» произносится «ка», и он также используется для представления слога «ка», всё равно, необходимо ли указать на произношение логограммы или если логограмма отсутствует. В китайском письме около 90 % символов соединяются семантическим (смысловым) элементом, называемым радикалом, с символом для обозначения произношения, называемого фонетическим. Однако, фонетические элементы дополняют логографические элементы, а не наоборот.
Основной логографической системой, используемой в настоящее время, являются китайские иероглифы, используемые с некоторыми изменениями в различных языках Китая, Японии и, в меньшей степени, в корейском языке Южной Кореи. Другой пример — классическое «письмо и».

#### Слоговое письмо
Слоговое письмо представляет собой набор письменных знаков, которые представляют (или аппроксимируют) слоги. Знак в слоговом письме обычно отображает сочетание гласный-согласный, или просто один гласный звук. Но в некоторых случаях знаки отображают более сложные слоги (например, согласный-гласный-согласный или согласный-согласный-гласный). Фонетическая связь слогов не находит отражения в алфавите. Например, слог «ка» будет выглядеть совсем непохожим на слог «ки», и в алфавите не будет схожих слогов с такими же гласными.
Слоговое письмо лучше всего подходит для языков с относительно простой структурой слога, таких, как японский. Из других языков, использующих слоговое письмо, можно назвать микенское линейное письмо Б, письмо чероки и ндюка, креольский язык Суринама на основе английского языка, а также язык ваи в Либерии. Большинство логографических систем имеют сильные слоговые компоненты. Эфиопское письмо, хотя оно технически основано на алфавите, имеет слитные согласные и гласные звуки, поэтому это письмо изучается таким образом, будто оно слоговое.

#### Алфавиты

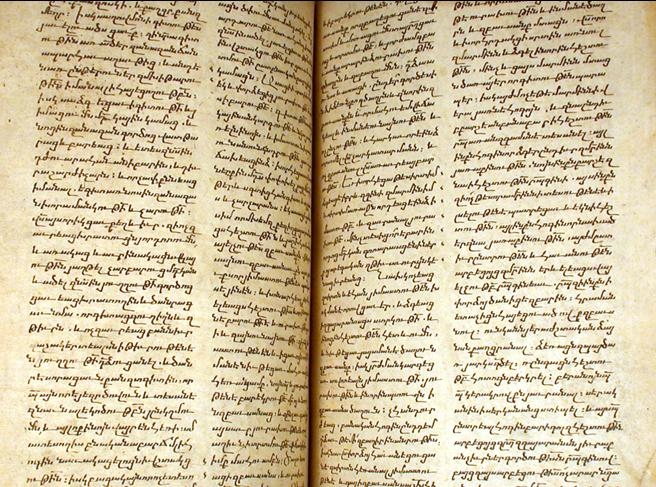
Армянская рукопись XIV века

Алфавит — это небольшой набор символов, каждый из которых примерно представляет или исторически представлял фонемы языка. В идеальном фонологическом алфавите фонемы и буквы идеально соответствуют друг другу по обоим направлениям: пишущий может предсказать написание слова, зная его произношения, а говорящий может предсказать произношение слова, зная его написание.
Языки часто развиваются независимо от их системы письма. Письменности заимствуются для других языков, изначально для них не предназначенных, поэтому степень соответствия букв алфавита фонемам языка значительно варьируется от языка к языку и даже в пределах одного языка.

##### Консонантное письмо
В большинстве ближневосточных алфавитов отображаются только согласные звуки, гласные иногда могут обозначаться дополнительными диакритическими знаками. Это свойство возникло в результате влияния египетских иероглифов. Такие системы называются абджадами, что в переводе с арабского означает «алфавит».

##### Консонантно-слоговое письмо
В большинстве алфавитов Индии и Юго-Восточной Азии гласные обозначаются через диакритические знаки или путём изменения формы согласного. Такое письмо называется абугида. Некоторые абугиды, такие как геэз и кри, изучаются детьми как слоговые, поэтому их часто и относят к слоговому письму. Однако, в отличие от истинно слогового письма, у них нет отдельных знаков для каждого слога.
Иногда термин «алфавит» ограничивается системами из отдельных букв для согласных и гласных, например, латинский алфавит, хотя абугиды и абджады тоже могут относиться к алфавитам. По этой причине греческий алфавит часто считается первым алфавитом в мире.

#### Характеристический алфавит
Характеристический алфавит рассматривает строительные блоки фонем, входящих в состав языка. Например, все звуки, произносимые губами («губные» звуки) могут иметь какой-то общий элемент. В латинском алфавите это очевидно для таких букв, как «b» и «p». Однако, губная «m» совершенно другого рода, и похоже выглядящая «q» не является губной. В корейском письме хангыль все четыре губные согласные основаны на одинаковых составных элементах. Тем не менее, на практике корейский язык прививается ребёнку как основанный на обычном алфавите, а характеристические элементы, как правило, остаются незамеченными.
Другим примером характеристического алфавита является жестовое письмо, самая популярная письменность для многих жестовых языков, в которой движения рук и лица представлены иконографическими знаками. Характеристические алфавиты распространены также в фантастических или изобретённых системах, таких как тенгвар Дж. Р. Р. Толкина.

#### Историческое влияние систем письменности

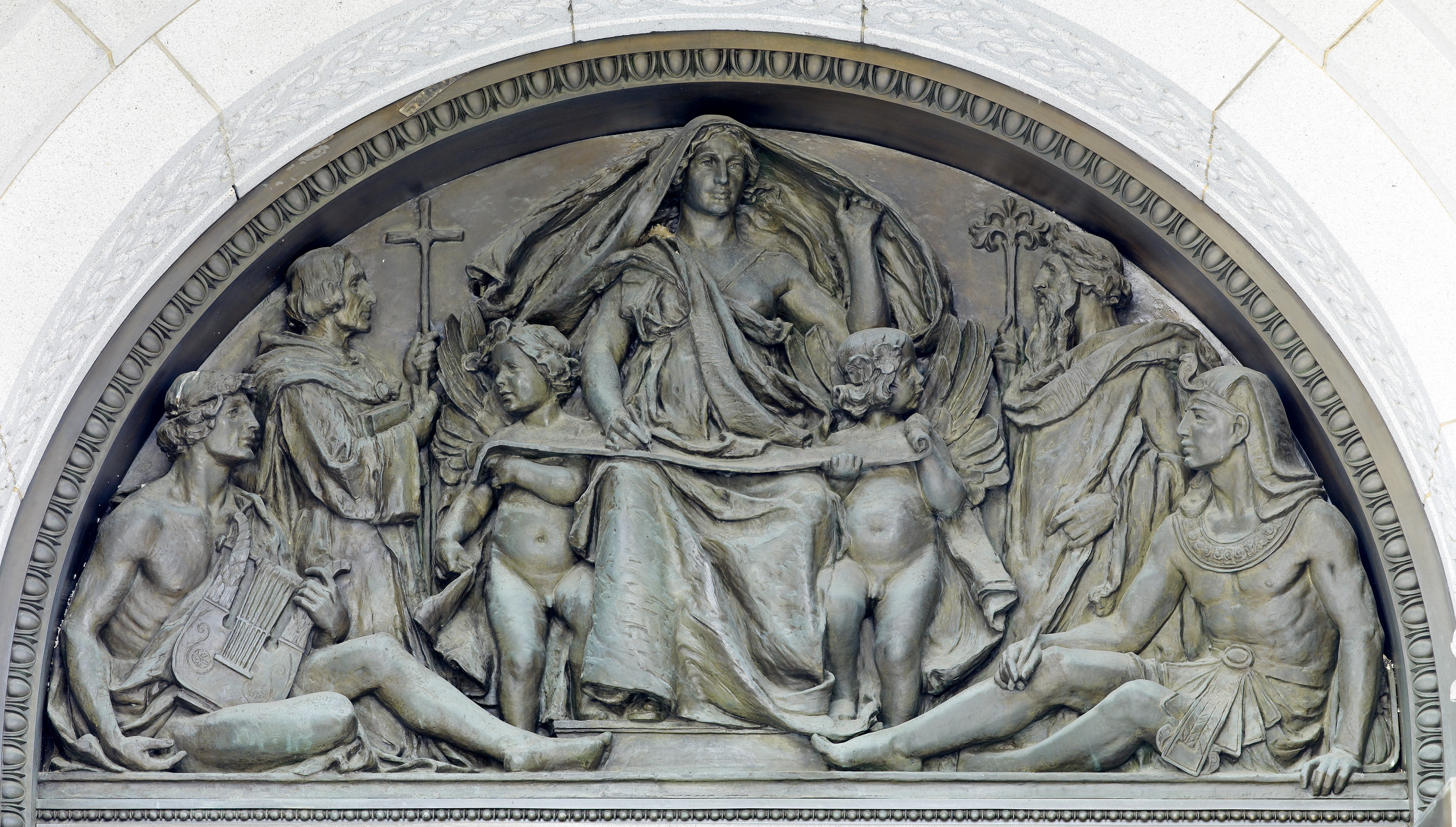
Олин Уорнер, тимпан, изображающий письмо. Дворец Томаса Джефферсона, верхний экстерьер главного входа, Вашингтон, 1896

Историки проводят различие между предысторией и историей: история определяется появлением письменности. Наскальные рисунки и петроглифы доисторических народов можно считать предшественниками письменности, они не могут рассматриваться как письмо, потому что они не представляют непосредственно язык.
Системы письменности всегда развивались и изменялись в зависимости от потребностей использующих их людей. Иногда форма, расположение и значение отдельных знаков также изменялись с течением времени. Прослеживая развитие знаков письма, можно узнать о потребностях людей, которые их использовали, а также об изменении этих потребностей со временем.

### Материалы и средства для письма
На протяжении всей истории человечества для письма использовались многие приспособления и материалы, включая каменные скрижали, глиняные таблички, восковые таблички, велень, пергамент, бумага, медные пластины, грифели, птичьи перья, чернила, кисти, карандаши, ручки и множество способов литографии. Существует гипотеза, что инки использовали узелки на нитях, известные как кипу, в качестве письменности.
Впоследствии широкое распространение в качестве инструментов для письма получили пишущая машинка и различные формы текстовых процессоров, а также проводятся исследования, в которых сравниваются современные инструменты письма со старинными ручкой и карандашом.